# Outlander (1.ª temporada)
A primeira temporada da série de televisão britânica-americana Outlander estreou em 9 de agosto de 2014, no canal americano Starz. Os eventos ocorridos nessa temporada, são baseados no primeiro livro da série literária de mesmo nome da escritora Diana Gabaldon. A temporada contém 16 episódios e é dividida em duas partes.
A temporada narra o drama da ex-enfermeira da Segunda Guerra Mundial, Claire Randall (Caitriona Balfe), que durante uma viagem à Escócia em 1945, com seu marido Frank (Tobias Menzies), é transportada para 1745 através de um circulo de pedras chamado Craigh na Dun. Claire se vê numa época onde os levantes jacobitas estão se iniciando, além de se apaixonar inesperadamente por um jovem escocês chamado Jamie Fraser. 
A primeira temporada marcou 73 de 100 no Metacritic com base em 34 críticas, que foram "geralmente favoráveis". O Rotten Tomatoes reportou uma classificação de 91% com uma classificação média de 7.92/10 baseada em 49 avaliações. O consenso do site diz: "Outlander é uma adaptação única e satisfatória de seu material de origem, revivida por um cenário exuberante e uma química poderosa entre seus protagonistas".

## Elenco

### Principal
- Caitriona Balfe como Claire Randall
- Sam Heughan como James MacKenzie "Jamie" Fraser
- Tobias Menzies como Frank Randall / Jonathan "Black Jack" Randall
- Duncan Lacroix como Murtagh Fraser
- Stephen Walters como Angus
- Grant O'Rourke como Rupert MacKenzie
- Graham McTavish como Dougal MacKenzie
- Bill Paterson como Edward "Ned" Gowan
- Gary Lewis como Colum MacKenzie
- Lotte Verbeek como Geillis Duncan
- Simon Callow como Clarence Marylebone, Duque de Sandringham

### Recorrente
- Finn Den Hertog como Willie
- Nell Hudson como Laoghaire MacKenzie
- James Fleet como Reverendo Reginald Wakefield
- Aislín McGuckin como Letitia MacKenzie
- Annette Badland como Sra. FitzGibbons
- Laura Donnelly como Jenny Murray
- Steven Cree como Ian Murray
- Roddy Gilkison como Hamish MacKenzie
- Tracey Wilkinson como Sra. Graham
- Liam Carney como Alec MacMahon

### Convidado
- Tom Brittney como Tenente Jeremy Foster
- Tim McInnerny como Padre Bain
- Andrew Whipp como Brian Fraser
- John Sessions como Arthur Duncan
- Diana Gabaldon como Iona MacTavish
- Valerie Edmond como Donalda Gilchrist
- John Heffernan como General de Brigada Lorde Thomas
- Gillebride MacMillan como Gwyllyn
- Simon Meacock como Hugh Munro

## Produção
Em julho de 2012, foi relatado que a Sony Pictures Television havia garantido os direitos da série Outlander de Diana Gabaldon, com Ronald D. Moore escalado para desenvolver o projeto e Jim Kohlberg (da Story Mining and Supply Co.) produzir. A Sony concluiu o acordo com a emissora Starz em novembro de 2012  e Moore contratou uma equipe de roteiristas em abril de 2013. Em junho, a Starz encomendou o projeto Outlander com dezesseis episódios, e em agosto foi anunciado que John Dahl estaria dirigindo os dois primeiros episódios.

## Episódios
| Parte 1 |    |                                                                        |               |                                   |                        |      |
| 1 | 1  | "Sassenach" "(Sassenach)" (BR)                                         | John Dahl     | Ronald D. Moore                   | 9 de agosto de 2014    | 0.72 |
| Em 1946, Claire Randall é uma ex-combatente da Segunda Guerra Mundial que visita Inverness, na Escócia, com seu marido Frank, e se reúnem novamente após sua separação em tempos de guerra. Frank está investigando a história de sua família com a ajuda do Reverendo Reginald Wakefield. Frank pesquisa em particular a vida de seu ancestral do século dezoito, Jonathan "Black Jack" Randall. Na manhã seguinte ao observar um ritual druida nas pedras da colina de Craigh na Dun, Claire toca uma das pedras e acorda deitada no chão. Ela logo se vê no meio de uma luta entre os Redcoats ingleses e os rebeldes da montanha, e fica cara a cara com o ancestral de Frank Randall, que é o capitão do 8º regimento do exército imperial britânico. Um escocês chamado Dougal resgata Claire e ela conhece Jamie Fraser, Murtagh, Angus e Rupert. Enquanto eles estão escondidos em uma cabana, ela concerta o braço deslocado de Jamie e depois trata o ferimento de bala dele. Claire é levada para o castelo de Leoch e percebe que ela de alguma forma voltou no tempo. |    |                                                                        |               |                                   |                        |      |
| 2 | 2  | "Castle Leoch" "(Castelo Leoch)" (BR)                                  | John Dahl     | Ronald D. Moore                   | 16 de agosto de 2014   | 0.90 |
| Claire é apresentada a Colum MacKenzie, o senhor do castelo de Leoch, onde descobre que está em 1743. Depois de um tempo, ela percebe que é suspeita de ser uma espiã inglesa. Ela conhece Geillis Duncan e testemunha como Jamie decide receber uma punição em vez de Laoghaire, a neta da sra. Fitzgibbons. Enquanto Claire planeja retornar a Inverness e as pedras, Colum decide que é melhor mantê-la em Leoch, contra sua vontade, como curandeira do clã. |    |                                                                        |               |                                   |                        |      |
| 3 | 3  | "The Way Out" "(A Saída)" (BR)                                         | Brian Kelly   | Ronald D. Moore                   | 23 de agosto de 2014   | 1.00 |
| Claire espera que suas habilidades médicas lhe valham a confiança dos MacKenzies e sua eventual liberdade, mas ela apenas consegue se tornar indispensável. Ao salvar o sobrinho da sra. Fitzgibbons de envenenamento, que o padre Bain declarou ser possessão demoníaca, Claire se torna uma nova inimiga e, embora ganhe a confiança dos MacKenzies, é chamada de milagrosa e, portanto, é considerada valiosa demais para a deixarem ir. Depois que ela e Jamie conspiram para ajudar um jovem punido por roubar, Claire renovou a esperança de poder viajar para casa quando ouviu uma história popular sobre um viajante do tempo e as pedras. |    |                                                                        |               |                                   |                        |      |
| 4 | 4  | "The Gathering" "(O Encontro)" (BR)                                    | Brian Kelly   | Matthew B. Roberts                | 30 de agosto de 2014   | 0.84 |
| Claire planeja escapar durante uma reunião do clã em Leoch, mas Jamie a convence de que ela irá falhar. Acompanhando-a até o castelo, ela se encontra em uma posição perigosa com Colum, que Jamie estava tentando evitar, mas Jamie consegue fazer um juramento de lealdade enquanto foge de problemas com seus parentes. Claire ganha o respeito de Dougal enquanto cuida de um homem moribundo em uma caçada a javalis, e ele decide levá-la com ele em sua expedição de coleta de aluguel. |    |                                                                        |               |                                   |                        |      |
| 5 | 5  | "Rent" "(Aluguel)" (BR)                                                | Brian Kelly   | Toni Graphia                      | 6 de setembro de 2014  | 0.95 |
| Claire confronta Dougal e seus homens na jornada de arrecadação de aluguel, especialmente quando Dougal usa as cicatrizes de Jamie para coletar mais dinheiro dos moradores. Um jovem Redcoat disfarçado, tenta libertá-la dos escoceses, sem sucesso. Mais tarde, Claire percebe que eles estão levantando fundos para o futuro exército jacobita, um exército que eles usariam para alcançar a independência da Escócia da Inglaterra. Sabendo pela história que a causa deles está condenada, ela tenta avisá-los. O episódio termina com o jovem Readcoat retornando com mais psoldados para recuperar Claire dos Highlanders. |    |                                                                        |               |                                   |                        |      |
| 6 | 6  | "The Garrison Commander" "(O Comandante da Guarnição)" (BR)            | Brian Kelly   | Ira Steven Behr                   | 13 de setembro de 2014 | 1.10 |
| Os Redcoats levam Claire para encontrar o General Lorde Thomas, que promete sua passagem segura para Inverness na companhia de Randall. Quando o general sai, Randall tenta descobrir por que ela está na Escócia. Ela inventa uma história dizendo que havia sido enganada por um homem com quem tinha fugido para viverem na Escócia e que esse homem a deixou. Randall descreve como chicotou Jamie em detalhes expressando desejos sádicos e mostra seu lado perverso ao espancar Claire. Dougal vem para levá-la, mas Randall insiste que ele deve levar Claire para Fort William no dia seguinte. Dougal fala que Claire está sobre sua proteção e leva ela embora, ele diz a Claire que para ela ter uma proteção deve casar com Jamie e se torne escocesa. |    |                                                                        |               |                                   |                        |      |
| 7 | 7  | "The Wedding" "(O Casamento)" (BR)                                     | Anna Foerster | Anne Kenney                       | 20 de setembro de 2014 | 1.23 |
| Claire e Jamie se casam para protegê-la de Randall, e depois tentam se conhecer melhor para que a consumação seja menos estranha. Eles percebem seus sentimentos um pelo outro, mas Claire ainda se sente triste quando se lembra de Frank. |    |                                                                        |               |                                   |                        |      |
| 8 | 8  | "Both Sides Now" "(Ambos os Lados Agora)" (BR)                         | Anna Foerster | Ronald D. Moore                   | 27 de setembro de 2014 | 1.42 |
| Em 1946, Frank está perdendo a esperança de encontrar Claire, acreditando relutantemente a hipótese do Reverendo Wakefield, que Claire possa ter fugido com outro homem. mas vai para as rochas de Craigh na Dun pela última vez. No passado, Claire estava perto das pedras e correu em direção a elas. Ela ouve Frank chamando, e ele também a ouve. Mas Claire é capturada pelas tropas inglesas antes que ela pudesse alcançar as rochas, e Frank muito triste vai embora, enquanto Claire é levada para Fort William. Claire quase escapa de ser interrogada por Randall, mas ele não acredita no que ela diz. Quando ela está prestes a estuprá-la com uma faca em sua garganta, Jamie aparece na janela para salvá-la. |    |                                                                        |               |                                   |                        |      |
| Parte 2 |    |                                                                        |               |                                   |                        |      |
| 9 | 9  | "The Reckoning" "(O Acerto de Contas)" (BR)                            | Richard Clark | Matthew B. Roberts                | 4 de abril de 2015     | 1.22 |
| Claire é salva de Randall por Jamie, mas o casamento deles é posto à prova. Jamie tenta aliviar o conflito entre Colum e Dougal causado pelo resgate de Claire. A jovem Laoghaire, neta da sra. Fitzgibbons, deixa um feitiço de azar embaixo da cama de Jamie e Claire, depois que Jamie a rejeita quando ela tenta seduzi-lo. |    |                                                                        |               |                                   |                        |      |
| 10 | 10 | "By the Pricking of My Thumbs" "(Pela Picada dos Meus Polegares)" (BR) | Richard Clark | Ira Steven Behr                   | 11 de abril de 2015    | 0.86 |
| Claire confronta Laoghaire, mas fica surpresa ao saber que o amuleto veio de Geillis, mas Geillis confessa que só vendeu o amuleto por não saber que era destinado à Claire. Jamie pede ao duque de Sandringham para ajudá-lo a se livrar de Randall e do preço por sua cabeça, enquanto Claire secretamente usa seu conhecimento histórico para ajudar Jamie. Dougal está inconsolável após a morte de sua esposa, mas Geillis, grávida de seu filho, está feliz. Quando o marido de Geillis morre em um banquete para o duque, Claire percebe que Geillis o envenenou. Colum proíbe Dougal de estabelecer um relacionamento com Geillis e exila Dougal. Mais tarde, Claire recebe uma carta de socorro de Geillis, mas ao chegar em sua casa, Geillis desmente a carta e as duas são presas por bruxaria. |    |                                                                        |               |                                   |                        |      |
| 11 | 11 | "The Devil's Mark" "(A Marca do Diabo)" (BR)                           | Mike Barker   | Toni Graphia                      | 18 de abril de 2015    | 1.09 |
| Claire e Geillis enfrentam acusações de bruxaria. Ned Gowan vem em sua defesa, mas testemunhas, incluindo Laoghaire e Padre Bain, testemunham contra elas e são consideradas culpadas. No final do julgamento, Geillis mente confessando ser bruxa e exonera Claire, que é resgatada por Jamie. Claire descobre a cicatriz da vacina contra varíola no ombro de Geillis, algo que afirma que ela também é do futuro. Uma multidão leva Geillis à fogueira para queimá-la, mesmo ela estando grávida. Quando Jamie pergunta a Claire sobre a cicatriz de Geillis, ela conta a ele tudo sobre sua viagem no tempo. Ele acredita nela e a leva de volta a Craigh na Dun para voltar ao seu tempo. Mas Claire decide não voltar, ela diz a Jamie que o ama e que quer que ele a leve a Lallybroch. |    |                                                                        |               |                                   |                        |      |
| 12 | 12 | "Lallybroch" "(Lallybroch)" (BR)                                       | Mike Barker   | Anne Kenney                       | 25 de abril de 2015    | 1.11 |
| Jamie leva Claire para a casa de sua família em Lallybroch, onde Jamie se surpreende ao conhecer seu sobrinho James, então ele discute com sua irmã grávida Jenny, depois que ela se ofende quando Jamie pergunta se James é filho de Randall. Jamie fica chocado ao saber que Jenny se casou com seu melhor amigo de infância Ian Murray e que James é filho deles. Jamie tenta se desculpar com Jenny, mas ela ainda está brava. Depois que Jenny vê as cicatrizes de Jamie causadas por Randall quando Jamie evita ser descoberto pelos Readcoats que passeiam por Lallybroch, ela o perdoa e os dois fazem as pazes. |    |                                                                        |               |                                   |                        |      |
| 13 | 13 | "The Watch" "(A Guarda)" (BR)                                          | Metin Hüseyin | Toni Graphia                      | 2 de maio de 2015      | 1.05 |
| Os homens da Guarda, que protegem as terras dos Frasers, chegam a Lallybroch, e Jamie finge ser primo dos Frasers. Jenny entra em trabalho de parto e Claire percebe que algo está errado e avisa Jenny que será perigoso. O desertor dos Redcoats, Horrocks, aparece e ameaça Jamie que irá revelar para os homens da Guarda que sua cabeça está com um preço, a menos que ele o pague. Horrocks é morto por Ian. Após a chegada do líder da Guarda, Taran MacQuarrie, Jamie concorda em se juntar ao seu ataque. Jenny dá à luz uma filha com a ajuda de Claire. Enquanto isso, o grupo de MacQuarrie é emboscado e Jamie é capturado pelos Redcoats. |    |                                                                        |               |                                   |                        |      |
| 14 | 14 | "The Search" "(A Busca)" (BR)                                          | Metin Hüseyin | Matthew B. Roberts                | 9 de maio de 2015      | 1.08 |
| Claire e Jenny vão procurar Jamie. Elas descobrem que Jamie escapou de seus captores e Murtagh leva Claire em uma jornada para encontrá-lo enquanto Jenny retorna a Lallybroch. O plano de Murtagh é tornar Claire famosa como cantora para chamar a atenção de Jamie e para ele encontrá-los. Eles atraem a atenção de Dougal, e ele diz que Jamie foi recapturado e aguarda sua execução na prisão de Wentworth. Claire faz um acordo com Dougal, concordando em se casar com ele se Jamie morrer para estar a salvo de Randall, e convence seus homens a ajudá-la a resgatar Jamie. |    |                                                                        |               |                                   |                        |      |
| 15 | 15 | "Wentworth Prison" "(Prisão Wentworth)" (BR)                           | Anna Foerster | Ira Steven Behr                   | 16 de maio de 2015     | 1.01 |
| Randall aparece na prisão de Wentworth e tortura Jamie, buscando sua submissão. Enquanto isso, Claire entra na prisão para salvar seu marido. Quando Randall a pega, Jamie se submete ao estupro de Randall em troca de liberar e deixar Claire ir. Antes de sair, Claire "amaldiçoa" Randall e diz a ele qual será a data de sua morte. Quando tudo parece perdido, Murtagh propõe um plano para resgatar Jamie. |    |                                                                        |               |                                   |                        |      |
| 16 | 16 | "To Ransom a Man's Soul" "(A Redenção da Alma de um Homem)" (BR)       | Anna Foerster | Ira Steven Behr e Ronald D. Moore | 30 de maio de 2015     | 0.98 |
| O resgate de Murtagh é bem-sucedido e Randall é deixado na prisão e morto, mas Jamie permanece traumatizado pela tortura e estupro que sofreu. Enquanto Claire cura seus ferimentos, Jamie é assombrado pelos horrores que vivenciou, chegando ao ponto de querer cometer suicídio. Claire o convence dizendo que o ama e que ele é tudo para ela. Quando Jamie se recupera, ele, Claire e Murtagh decidem navegar para a França, onde Claire espera conhecer Charles Stuart e de alguma forma evitar a catastrófica Batalha de Culloden. Enquanto eles partem no navio, Claire diz a Jamie que ela está grávida. |    |                                                                        |               |                                   |                        |      |